# Boston, Lincolnshire
Boston este un oraș și un district nemetropolitan în comitatul Lincolnshire, regiunea East Midlands, Anglia. Districtul are o populație de 58.300 locuitori din care 11.291 locuiesc în orașul propriu zis Boston. Emigranți originari din Boston au denumit mai multe localități cu numele orașului, cel mai cunoscut oraș fiind Boston, Massachusetts, Statele Unite, unul dintre cele mai mari orașe americane.